# Ааро Пакаслагті
Ааро Антті Пакаслагті (7 червня 1903, Оулу — 20 травня 1969, Мадрид) — фінський дипломат, доктор філософії Гельсінського університету, начальник департаменту Міністерства закордонних справ Фінляндії.

## Життєпис
Будучи старшокласником ліцею в Оулу, Ааро Пакаслагті вступив до Національної гвардії. Брав участь у битві за Оулу в лютому 1918 під час Громадянської війни у Фінляндії, а пізніше в експедиції під час «Геймосодат» (фінські війни 1918–1920 за карельський спадок) в Оунсі навесні 1919, де був поранений.
З 1939 по 1941 обіймав посаду начальника політичного департаменту Міністерства закордонних справ, а в 1941–1943 — постійний секретар. Згодом працював послом Фінляндії у Франції за режиму Віші з 1943 по 1944.
Після закінчення совєцько-фінської війни, коли всі політичні потрясіння вщухли, Пакалагті був відсторонений від Міністерства закордонних справ. Пізніше президент Урго Кекконен відновив його на посаді дипломата.
Пакаслагті служив послом Фінляндії в Індії (1956–1959), Індонезії і Таїланді (1958– 1959), Іраку й Туреччині (1959–1966), Ірані (1959–1965), Пакистані (1959–1966) та Іспанії (1966–1969).